# Abilene Regional Airport

i7
i11
i13
Der Abilene Regional Airport (IATA-Code: ABI, ICAO-Code: KABI) ist der Verkehrsflughafen der Stadt Abilene im US-amerikanischen Bundesstaat Texas. Derzeit ist Dallas/Fort Worth der einzige angeflogene Flughafen von Abilene aus. Er ist der Heimatflughafen der Charterfluggesellschaft Abilene Aero.

## Geschichte
In den 1930er Jahren wurde der Flugbetrieb durch American Airlines aufgenommen. Der Flughafen war Zwischenstopp von Dallas nach Los Angeles. Später stellte die Fluggesellschaft den Flugbetrieb in Abilene vorerst ein.
Pioneer Airlines flog in den 1940er und 1950er Jahren viele regionale Ziele an. Zum Beispiel Dallas Love Field, Houston Hobby Airport, Albuquerque, Fort Worth, Amarillo und Lubbock. Der heutige Flughafen wurde im November 1953 eröffnet. Nachdem Pioneer Airlines in Continental Airlines aufging, wurde der Flugbetrieb von Abilene bis 1964 fortgesetzt.
Ab den 1960er Jahren wurde der Abilene Regional Airport von Trans-Texas Airways angeflogen, die 1970 vier Flüge am Tag nach Dallas anboten. Außerdem wurden auch andere Flugziele in Texas und New Mexico bedient. Am Anfang der 1980er Jahre stellte die sich mittlerweile in Texas International umbenannte Fluggesellschaft den Flugbetrieb in Abilene ein und damit gab es bis 1984 keine Linienflüge von Abilene.
Chaparral Airlines war eine Fluggesellschaft mit Sitz in Abilene und existierte von 1979 bis in die 1980er Jahre. Sie flog nach Dallas Love Field, Dallas/Fort Worth, Houston Hobby Airport, Austin und San Antonio.
Von 1984 bis zum Frühling 1985 flog Frontier Airlines (1950–1986) vom Abilene Regional Airport nach Denver über Midland/Odessa mit dem Flugzeugtyp Boeing 737-200.
Nach einer erneuten Linienflugpause fliegt heute American Eagle, die Regionalfluggesellschaft von American Airlines, mehrmals täglich nach Dallas/Fort Worth.
Seit einigen Jahren dient der Flughafen Abilene auch als Flugzeugfriedhof, auf dem Flugzeuge während vorübergehender Stilllegung abgestellt, oder aber ausgeschlachtet und verwertet werden. So wurden hier rund 20 stillgelegte Saab 340-Regionalflugzeuge der American Eagle abgestellt. Zu Beginn der 2020er-Jahre wurde die Start- und Landebahn 04/22 geschlossen.

## Gelände und Flugzeuge
Heute hat der Abilene Regional Airport zwei Landebahnen aus Asphalt.
Am Flughafen hat es schon mehrere Erneuerungen und Umbauten gegeben. So wurde zum Beispiel der Parkplatz auf 731 Plätze vergrößert und von 2010 bis 2012 ein neuer Tower gebaut. Dieser ist mit 40 Metern Höhe jetzt doppelt so hoch wie der vorherige Tower von 1959.
Eagle Aviation Services, eine Tochtergesellschaft der Envoy Air, betreibt vor Ort fünf Wartungshangars.
Auf dem Abilene Regional Airport stehen 98 Flugzeuge. Die Hälfte der startenden Flugzeuge sind Linienflüge, während 32 % der startenden Maschinen Militärflugzeuge und 18 % Lufttaxis sind.

## Fluggesellschaften und Ziele
| Fluggesellschaft                                                | Ziel              |
| --------------------------------------------------------------- | ----------------- |
| American Eagle (Regionalfluggesellschaft von American Airlines) | Dallas/Fort Worth |

Die Flüge werden von Envoy Air durchgeführt und unter dem Namen American Eagle angeboten.

## Verkehrszahlen
| Jahr | Fluggast-aufkommen | Luftfracht (Tonnen) (ohne Luftpost) | Flugbewegungen (mit Militär) |
| ---- | ------------------ | ----------------------------------- | ---------------------------- |
| 2024 | 196.236            | 361                                 | 44.636                       |
| 2023 | 163.653            | 356                                 | 42.939                       |
| 2022 | 147.785            | 328                                 | 44.072                       |
| 2021 | 155.095            | 1.024                               | 40.016                       |
| 2020 | 94.827             | 985                                 | 46.376                       |
| 2019 | 171.349            | 1.088                               | 49.629                       |
| 2018 | 164.095            | 1.163                               | 51.273                       |
| 2017 | 181.096            | 1.185                               | 51.095                       |
| 2016 | 181.281            | 1.095                               | 48.355                       |
| 2015 | 181.912            | 1.112                               | 54.500                       |
| 2014 | 198.856            | 1.312                               | 56.025                       |
| 2013 | 176.609            | 1.331                               | 65.348                       |
| 2012 | 160.739            | 1.284                               | 62.552                       |
| 2011 | 172.169            | 1.323                               | 62.039                       |
| 2010 | 159.427            | 1.373                               | 61.457                       |
| 2009 | 172.355            | 1.316                               | 63.229                       |
| 2008 | 186.138            | 993                                 | 62.651                       |
| 2007 | 192.263            | 1.075                               | 80.926                       |
| 2006 | 194.277            | 865                                 | 78.462                       |
| 2005 | 166.513            | 739                                 | 75.076                       |
| 2004 | 145.561            | 849                                 | 73.857                       |
| 2003 | 115.223            | 965                                 | 83.992                       |
| 2002 | 103.331            | 1.193                               | 80.088                       |